# Carlos Viegas Gago Coutinho
Carlos Viegas Gago Coutinho (Lisboa, 17 de febrero de 1869 - ibídem, 18 de febrero de 1959), generalmente conocido como Gago Coutinho, fue un oficial de la marina portuguesa, navegante aéreo e historiador nacido en el barrio de Madragoa, en plena capital portuguesa.
Al servicio de la Marina Portuguesa ocupando el cargo de almirante, recorrió todo el mundo. Al mismo tiempo desarrolló una gran obra de investigación científica, publicando una gran variedad de trabajos geográficos e históricos, principalmente relacionados con las navegaciones portuguesas, como, por ejemplo, su versión de la obra Os Lusíadas.
A partir de 1898 se dedicó a establecer delimitaciones fronterizas en los territorios ultramarinos. En el transcurso de esos trabajos, realizó su primera travesía a África, y años después, junto a Artur de Sacadura Freire Cabral hizo en 1921 la travesía aérea entre Lisboa y Funchal (Madeira). En 1922, de nuevo junto a Sacadura Cabral, realizó la primera travesía aérea del Atlántico sur, utilizando como instrumento de navegación un sextante al que había adaptado un horizonte artificial. Este invento revolucionó la navegación aérea de la época.
En los últimos años de su vida, se dedicó al estudio de los descubrimientos y de las navegaciones portuguesas, escribiendo varios trabajos que acabó compilando en su obra Náutica dos Descobrimentos.

Recorrido que realizaron Gago Coutinho y Sacadura Cabral en la primera travesía aérea del Atlántico sur.

Como reconocimiento a toda su obra, fue nombrado director honorario de la Academia Naval Portuguesa en 1926, y distinguido con el título de piloto aviador. Se retiró de la vida militar en 1939.
Perteneció a la orden masónica portuguesa Grande Oriente Lusitano.